# ماوا ویش (شهرستان پوتسک، استان ماسوویان)
ماوا ویش (شهرستان پوتسک، استان ماسوویان) (به لاتین: Mała Wieś) یک روستا در لهستان است که در گمینا ماوا ویش واقع شده‌است. ماوا ویش ۱٬۲۰۰ نفر جمعیت دارد.